# 霍利維爾 (愛荷華州)
霍利維爾（英語：Hawleyville）是位於美國愛荷華州佩奇縣和泰勒縣的一個非建制地區。

## 地理
霍利維爾所處的海拔為高於海平面313米（即1027英呎），而該地所採用的時區為UTC-6，即北美中部時區（CST）。同時該地設有夏令時間，為UTC-6調快一小時，即UTC-5（CDT）。